# حوية (طائر)
حَوِيَّة (الاسم العلمي Pitangus sulphuratus)، طائر وحيد الجنس والنوع من الجواثم سنيات المناقير وفصيلة عصافير الملك. أعطانه القارة الأمريكية.

## الوصف
جسمه متوسط القد يطول من 18 إلى 22 سم. منقاده مسنن المخاطم العلوية. سواقطه متوسطة الطول. ذنبه رتاجي الرفال، مستدير الأطراف. ثوبه مبلق ثلاثي الألوان فيه الأسود والأبيض والأصفر. بطنه دائم البياض.

## الغذاء
قوته الحشرات والدويبات والعظاء والجوران.